# Сальмон, Тьерри
Тьерри́ Сальмо́н (фр. Thierry Salmon, 27 марта 1957, Брюссель — ночь с 22 на 23 июня 1998) — бельгийский театральный актёр и режиссёр.

## Биография
Из семьи университетских преподавателей, с детства увлекался зрелищами. Закончил Брюссельскую консерваторию, где изучал сценическое искусство. В 1979 создал театральную труппу « L’Ymagier Singulier», существовавшую до начала 1980-х. С середины 1980-х работал по преимуществу в Италии, сотрудничая с актёрами разных стран. Погиб в автокатастрофе на шоссе между Италией и Бельгией.
Памяти режиссёра был посвящён театральный проект Пиппо Дельбоно, Франко Куадри и др., показанный лабораторией La nouvelle École des Maîtres в Бельгии и Италии (2006).

## Постановки
- Орфей/ Orphée Кокто (1978, студенческая постановка)
- Рембо в 1871—1873 годах/ Rimbaud 1871—1873 (1979)
- Синяя птица / L’oiseau bleu Метерлинка (1980)
- Instar (1980)
- Монах/ Le Moine, по Льюису и Арто (1981)
- Fastes/Foules, по Золя (1983)
- Passaggio, по Маргерит Дюрас (1985)
- A. da Agatha по Маргерит Дюрас (1985, премия Убю за лучшую режиссуру)
- Premesse alle Troiane, по Кристе Вольф (1986)
- Барышня Эльза/ La signorina Else, по Шницлеру (1987)
- Троянки/ Les Troyennes по Еврипиду (1988, премия Убю за лучший спектакль, музыку и сценографию)
- Страсти по Пьеро/ La passion de Gilles, по П.Мертенсу (1990, пост. в Нидерландах)
- Проект Достоевский, по роману Бесы:
  - Tre studi per i demoni (1991)
  - Quadrille (1991, с участием российских актеров из театра А.Васильева)
  - Des Passions (1992, репетиции с участием российских актёров начинались в Александринском театре, спектакль был показан в Италии, Испании, Нидерландах, России, Германии)
- Госпожа Маргарита/ Madame Marguerite (1994)
- Faustae Tabulae (1995)
- Проект Амазонки, по драме Клейста Пентесилея:
  - L’assalto al cielo (1996)
  - Thémiscyre 2 — Come vittime infiorite al macello (1997)
  - Thémiscyre 3 — Le vostre madri sono state piu solerti (1997)
- Начало работы над Проектом Фельетон (1998)